# مينشينستاين
مينشينستاين هي بلدة سويسرية. تقع في اقصى شمال سويسرا 

## روابط خارجية
- الموقع الرسمي للبلدة باللغة الألمانية